# Louis Kollros
Louis Kollros, né le 7 mai 1878 à La Chaux-de-Fonds et mort le 19 juin 1959 à Zurich, est un mathématicien suisse.

## Biographie
Après avoir suivi ses études à l'École polytechnique fédérale de Zurich, il devient professeur au gymnase de La Chaux-de-Fonds de 1900 à 1909 tout en préparant un doctorat à l'Université de Neuchâtel soutenant sa thèse sous la direction de Hermann Minkowski (1864-1909), postulant Un algorithme pour l'application simultanée de deux grandeurs.
Nommé professeur de géométrie à l'EPFZ, il sera en particulier président de la Société mathématique suisse de 1940 à 1941.

## Ouvrages
- Un algorithme pour l'approximation simultanée de deux grandeurs, 1905
- Géométrie descriptive, Orell Füssli, Zurich 1918
- Contribution intitulée Sur le rôle des imaginaires en mathématiques dans l'ouvrage collectif dirigé par Auguste Lalive, directeur, mathématicien et pédagogue: Jubilé des Écoles Secondaires de La Chaux-de-Fonds - 1855, 1900, 1925; Éd. du Comité du Jubilé, La Chaux-de-Fonds, 1925; pp. 215–225.
- Cours de géométrie projective, Griffon, Neuenburg 1946

## Sources
- (de) Cet article est partiellement ou en totalité issu de l’article de Wikipédia en allemand intitulé « Louis Kollros » (voir la liste des auteurs).